# Ландо, Алексия
Але́ксия Ландо́ (фр. Alexia Landeau; род. 12 февраля 1975, Париж, Франция) — французская актриса

 и сценаристка.

## Биография
Алексия Ландо родилась 12 февраля 1975 года в Париже (Франция).
Алексия дебютировала в кино в 1995 году, сыграв небольшую роль девушки с пирсингом в носу в кинокомедии «Забыть и вспомнить» режиссёра Ноя Баумбаха. В 2000 году она снялась в фильмах «Мужчины делают женщин сумасшедшими» (короткометражка, роль Хлои), «Только ты и я» (Кузина Мейва), «Интрига — эротично и опасно» (Бианка Боделл) и «Сплетня». В следующем году она появилась в роли Дженни в комедии «Сильная женщина», где она снялась вместе с Дрю Бэрримор и Бриттани Мёрфи. Ландо получила роль Шерил в драме «Миля лунного света» (реж. Брэд Силберлинг). Она впоследствии также сыграла в телесериале «Без следа». В 2006 году она сыграла Графиню в фильме «Мария-Ануанетта». В фильме «2 дня в Париже» (2007) она сыграла сестру героини Жюли Дельпи. Снова сыграла эту роль в 2012 году в продолжение «2 дня в Нью-Йорке» и написала с Дельпи сценарий к фильму. В «Поцелуе проклятого» сыграла Хан Кассаветс.